# めめめのくらげ
『めめめのくらげ』は、2013年4月26日公開の日本映画。現代アーティスト、村上隆の初監督作品である。上映時間は100分。子供にしか見ることのできない不思議な生き物「ふれんど」と子供たちの交流を、CGと実写の融合によって描いた。

## あらすじ
小学生の草壁正志は、新しく引っ越した家でこれまで見たことのない段ボール箱を発見する。その中にはくらげのような奇妙な外見の、どこか憎めない愛くるしさを持つ生き物が入っていた。正志はくらげ坊と名付けたそのえたいの知れない生物と少しずつ仲良くなっていき、結局転校先の学校まで連れていってしまうのだった。

## キャスト
草壁 正志（くさかべ まさし）
演 - 末岡拓人
本作の主人公。震災で父を亡くした、心優しい小学6年生。母と2人で、叔父である直人の住む都雲市に引っ越してきた。母の前では元気にふるまうが、父を失った傷、震災で受けたショックはまだ癒えていない。父が製造会社で働いていたこともあり、チーかまが大好物。規律と安全をモットーとする私立都雲浦鹿学園小学校に転入するが、転校当日から竜也に目をつけられ、いじめの対象になってしまう。唯一デバイスを必要としないふれんど、くらげ坊との出会いを通して、真の絆や友情を知ってゆくことになる。
天宮 咲（あまみや さき）
演 - 浅見姫香
正志のクラスメイトで、何かと正志のことを気にかけている。小学生にしては大人っぽくクールな雰囲気だが、ケンカや争いが大嫌い。クラスメイトたちがふれんどを使ってケンカばかりしているのに嫌気がさしており、彼らを仲良くさせたいと思っている。正志を助けようと竜也や樹蘭に一緒に立ち向かう、正義感の強い一面も。母が新興宗教「天地救世教会」の熱心な信者で、たびたび教団の集会に連れて行かれ、つらい思いをしている。家庭では両親の言い争いが絶えないらしい。
四人衆（よにんしゅう）
青竜（せいりゅう）
演 - 窪田正孝
白虎（びゃっこ）
演 - 染谷将太
玄武（げんぶ）
演 - 塩澤英真
朱雀（すざく）
演 - 池永亜美
政府によって都雲大学内に設けられた機関で、謎の研究をしている天才集団。正志の叔父である直人とは研究仲間だが、彼とは思想の食い違いなどから折り合いがよくない。子供たちから負のエネルギーを採取し、最強のふれんど・オーバルの召喚を試みる。目的のためには手段を選ばない、冷酷で無慈悲な研究者たち。
天宮 静子（あまみやしずこ）
演 - 黒沢あすか
咲の母。夫とは不仲で天地救世教会という新興宗教に入信しており、咲も引き連れて集会に明け暮れている。
草壁 辰男（くさかべ たつお）
演 - 津田寛治
正志の父。水産加工業を営んでいた。津波の被害者となり、この世を去ってしまったが、今も正志の心には笑顔で働く父の姿が焼き付いている。
草壁 靖子（くさかべ やすこ）
演 - 鶴田真由
正志の母。震災により夫を失い、正志とともに新天地での生活を始める。いまだ悲しみと不安でいっぱいだが、正志の前では気丈に明るく振る舞っている。
幸塚 直人（こうづか なおと）
演 - 斎藤工
四人衆と同じ研究施設の技術者。正志の叔父であり、父親を失った正志にとって数少ない、心を開ける大人の一人。自分の携わる研究は重要だが、同時に危険であることもわかっていて、姉の靖子と、その息子で自分にとっては可愛い甥である正志が都雲市に越してきたことに反対している。研究と家族の身の安全との間でジレンマに陥る。四人衆の策略により、一度死んだことにされてしまう。愛車は青のヴェスパ。
土信田（としだ）
演 - 村上航
新興宗教「天地救世教会」教祖。静子を筆頭とする信者たちから心酔されているが、咲からはあまりいい思いをされていない。

## ふれんど
四人衆がエネルギー研究の過程で生み出した、子供の負のエネルギーを元に生成される生物。
くらげ坊
（声：矢島晶子）
正志のふれんど。体長約38cm。
るくそー
咲のふれんど。体長約250cm。
ユピ
竜也のふれんど。体長約52cm。
しもん
樹蘭のふれんど。体長約60cm。
うっきー
真菜人のふれんど。体長約26cm。
KO2
（声：桑島法子）
巧のふれんど。体長187.96cm。
オーバル
体長約40m。

## スタッフ
- 原案・監督・エグゼクティブプロデューサー：村上隆
- プロデューサー：笠原ちあき
- 監督補：西村喜廣
- 音楽：kz（livetune）
- 主題歌：「Last Night, Good Night (Re:Dialed)」livetune feat. 初音ミク（TOY'S FACTORY）
- VFXプロデューサー：豊嶋勇作、鹿角剛司
- VFX：デジタル・フロンティア、スタジオ・バックホーン、日本映像クリエイティブ
- 配給：ギャガ
- 製作：カイカイキキ

## Blu-ray / DVD
東宝より、Blu-ray / DVDが発売。セル版には、村上監督自らが本編に登場する真菜人といっしょにふれんどたちを紹介する「ふれんど図鑑」が特典映像として収録されている。
- 『めめめのくらげ』セルBlu-ray（2014年1月24日発売）
- 『めめめのくらげ』セルDVD（2014年1月24日発売）